# Engelbert III de Brienne
Pour les autres membres de la famille, voir Maison de Brienne.
Pour les articles homonymes, voir Brienne.
Engelbert III de Brienne (né vers 960 - † après 1008), est comte de Brienne à la fin du Xe siècle et au début du XIe siècle. Il est le fils d'Engelbert II de Brienne, deuxième comte de Brienne connu.

## Biographie
Il succède comme comte de Brienne à son père après la mort de celui-ci après 990.
Il affirme dans une charte que son prédécesseur, Engelbert II, a relevé l'abbaye de Montier-en-Der de ses ruines.

## Mariage et enfants
Il épouse vers 985 en premières noces Wandalmodis (v. 960-), petite-fille d'Humbert de Mâcon, seigneur de Salins, dont il a trois enfants, :
- Engelbert IV de Brienne, qui succède à son père ;
- Gui de la Pione, qui a deux enfants :
  - Liétaud de Cereiaci,
  - Gautier de Ciresio, qui a deux enfants :
    - Gui,
    - Thibaut ;
- Elisabeth de Brienne, qui épouse Hugues II, seigneur de Vendeuvre.

Une fois veuf, il se marie en secondes noces vers 1000 avec Alix de Sens, fille de Renard Ier, comte de Sens, et veuve de Geoffroi Ier, comte de Joigny, dont il a une fille :
- Marie ? (Alix ? ou Adélaide ?), qui épouse Étienne de Vaux, premier seigneur de Joinville et fondateur de cette maison, dont elle aura un fils :
  - Geoffroy Ier de Joinville, qui succède à son père.